# Peter Lindgren (journalist)
Nils Olof Peter Lindgren, född 19 januari 1965, är en svensk journalist, som arbetar på TV4.
Peter Lindgren är sedan 2000 nyhetsankare på TV4-nyheterna och var mellan januari 2008 och hösten 2010 programledare på Kalla fakta, där han efterträdde Lena Sundström. Tidigare har han varit nyhetsankare på TV4 Uppland mellan 1997 och 2000. Peter Lindgren har också varit programledare på Nyhetsmorgon. Lindgren var en av programledarna när TV4 sände Nobeldagen 2007. Innan han började på TV4 var han radiojournalist, vilket han började med 1989, då han arbetade med Efter tre på Sveriges Radio.
Han är uppvuxen och bosatt i Uppsala. Lindgren har en tvåårig journalistutbildning från Södra Vätterbygdens folkhögskola i Jönköping. Dessutom har han arbetat ett par år på produktionsbolaget Elfving & Co.